# Campionato mondiale di scherma 2011
Il Campionato mondiale di scherma 2011 si è svolto a Catania in Italia, presso le strutture del Palaghiaccio Città di Catania, dall'8 al 16 ottobre 2011.
L'evento è stato decisivo per la qualificazione ai Giochi della XXX Olimpiade di Londra. Durante la manifestazione, Catania ha ospitato circa 130 federazioni e oltre 2.500 partecipanti provenienti da tutto il mondo.

## Assegnazione
Il 22 novembre 2009, nel corso del Congresso Mondiale della Federazione internazionale della scherma, svoltosi a Palermo, si è completata la procedura per l'assegnazione dell'edizione 2011 del Campionato Mondiale Assoluto di Scherma, la cui organizzazione è stata affidata alla città di Catania in rappresentanza dell'Italia, che ha superato la concorrenza di Tientsin (Cina), Budapest (Ungheria) e Varna (Bulgaria). A Catania è stato assegnato anche il contemporaneo Campionato del Mondo di Scherma Paralimpica.

## Calendario
| Ottobre              | Ottobre              | 8 | 9          | 10         | 11    | 12    | 13    | 14    | 15    | 16    | Totale |
| -------------------- | -------------------- | - | ---------- | ---------- | ----- | ----- | ----- | ----- | ----- | ----- | ------ |
| Cerimonie            | Cerimonie            | ● |            |            |       |       |       |       |       | ●     |        |
| Fioretto individuale | Fioretto individuale |   | Elim femm  | Elim masch | Femm  |       | Masch |       |       |       | 2      |
| Fioretto a squadre   | Fioretto a squadre   |   |            |            |       |       |       | Femm  |       | Masch | 2      |
| Sciabola individuale | Sciabola individuale |   | Elim masch | Elim femm  | Masch | Femm  |       |       |       |       | 2      |
| Sciabola a squadre   | Sciabola a squadre   |   |            |            |       |       |       | Masch | Femm  |       | 2      |
| Spada individuale    | Spada individuale    |   | Elim masch | Elim femm  |       | Masch | Femm  |       |       |       | 2      |
| Spada a squadre      | Spada a squadre      |   |            |            |       |       |       |       | Masch | Femm  | 2      |
| Totale titoli        | Totale titoli        |   |            |            | 2     | 2     | 2     | 2     | 2     | 2     | 12     |

| Legenda |                       |
|         | Cerimonia d'apertura  |
|         | Cerimonia di chiusura |
|         | Eliminatorie          |
|         | Finali                |

## Risultati

### Uomini
| Evento                            | Oro                                                               | Argento                                                                | Bronzo                                                            |
| Fioretto                          |                                                                   |                                                                        |                                                                   |
| Fioretto individuale (13 ottobre) | Andrea Cassarà                                                    | Valerio Aspromonte                                                     | Giorgio Avola Victor Sintès                                       |
| Fioretto a squadre (16 ottobre)   | Zhang Liangliang Lei Sheng Zhu Jun Ma Jianfei                     | Marcel Marcilloux Victor Sintès Erwann Le Péchoux Brice Guyart         | Sebastian Bachmann Peter Joppich Benjamin Kleibrink Andre Wessels |
| Sciabola                          |                                                                   |                                                                        |                                                                   |
| Sciabola individuale (11 ottobre) | Aldo Montano                                                      | Nicolas Limbach                                                        | Luigi Tarantino Gu Bon-Gil                                        |
| Sciabola a squadre (14 ottobre)   | Nikolaj Kovalëv Veniamin Rešetnikov Aleksej Jakimenko Pavel Bykov | Dmitrij Lapkes Valeryj Pryemka Aljaksandr Bujkevič Aleksej Lihačevskij | Aldo Montano Diego Occhiuzzi Luigi Tarantino Giampiero Pastore    |
| Spada                             |                                                                   |                                                                        |                                                                   |
| Spada individuale (12 ottobre)    | Paolo Pizzo                                                       | Bas Verwijlen                                                          | Fabian Kauter Park Kyoung-Doo                                     |
| Spada a squadre (15 ottobre)      | Ronan Gustin Gauthier Grumier Jean-Michel Lucenay Yannick Borel   | Géza Imre Péter Somfai Gábor Boczkó Péter Szényi                       | Fabian Kauter Benjamin Steffen Max Heinzer Florian Staub          |

### Donne
| Evento                            | Oro                                                                    | Argento                                                              | Bronzo                                                                   |
| Fioretto                          |                                                                        |                                                                      |                                                                          |
| Fioretto individuale (11 ottobre) | Valentina Vezzali                                                      | Elisa Di Francisca                                                   | Lee Kiefer Nam Hyun-Hee                                                  |
| Fioretto a squadre (14 ottobre)   | Inna Deriglazova Aida Šanaeva Larisa Korobejnikova Evgenija Lamonova   | Valentina Vezzali Elisa Di Francisca Arianna Errigo Ilaria Salvatori | Jeon Hee-Sook Nam Hyun-Hee Lee Hye-Sun Jung Gil-Ok                       |
| Sciabola                          |                                                                        |                                                                      |                                                                          |
| Sciabola individuale (12 ottobre) | Sof'ja Velikaja                                                        | Mariel Zagunis                                                       | Julija Gavrilova Ol'ha Charlan                                           |
| Sciabola a squadre (15 ottobre)   | Ekaterina D'jačenko Sofija Velikaja Julija Gavrilova Dina Galiakbarova | Olena Chomrova Halyna Pundyk Ol'ha Charlan Ol'ha Žovnir              | Ibtihaj Muhammad Mariel Zagunis Dagmara Wozniak Daria Schneider          |
| Spada                             |                                                                        |                                                                      |                                                                          |
| Spada individuale (13 ottobre)    | Li Na                                                                  | Sun Yujie                                                            | Ana Maria Brânză Anca Măroiu                                             |
| Spada a squadre (16 ottobre)      | Simona Alexandru Ana Maria Brânză Loredana Dinu Anca Măroiu            | Luo Xiaojuan Li Na Sun Yujie Xu Anqi                                 | Rossella Fiamingo Nathalie Moellhausen Mara Navarria Bianca Del Carretto |

## Medagliere
| Posizione | Nazione       | Oro | Argento | Bronzo | Totale |
| --------- | ------------- | --- | ------- | ------ | ------ |
| 1         | Italia        | 4   | 3       | 4      | 11     |
| 2         | Russia        | 4   | 0       | 1      | 5      |
| 3         | Cina          | 2   | 2       | 0      | 4      |
| 4         | Francia       | 1   | 1       | 1      | 3      |
| 5         | Romania       | 1   | 0       | 2      | 3      |
| 6         | Stati Uniti   | 0   | 1       | 2      | 3      |
| 7         | Ucraina       | 0   | 1       | 1      | 2      |
| 7         | Germania      | 0   | 1       | 1      | 2      |
| 9         | Paesi Bassi   | 0   | 1       | 0      | 1      |
| 9         | Bielorussia   | 0   | 1       | 0      | 1      |
| 9         | Ungheria      | 0   | 1       | 0      | 1      |
| 12        | Corea del Sud | 0   | 0       | 4      | 4      |
| 13        | Svizzera      | 0   | 0       | 2      | 2      |
| Totale    | Totale        | 12  | 12      | 18     | 42     |